# Orangehuvad trast
Orangehuvad trast (Geokichla citrina) är en asiatisk fågel i familjen trastar med vid utbredning från Pakistan till Indonesien.

## Utseende
Orangehuvad trast är en bjärt färgad, 20–23 cm lång trast. Fjäderdräkten är mycket karakteristisk med orange på huvud och undersida och blågrå ovansida. Könen skiljer sig något åt, där honan har en olivbrun anstrykning på manteln. Ungfågeln är beigeorange ovan och fläckad på bröstet.
Huvudteckningen skiljer sig åt mellan populationer. Hos flera underarter, exempelvis cyanota på indiska subkontinenten, är ansiktet ljust med två lodräta svarta streck. Vissa taxon har också ett vitt vingband. 

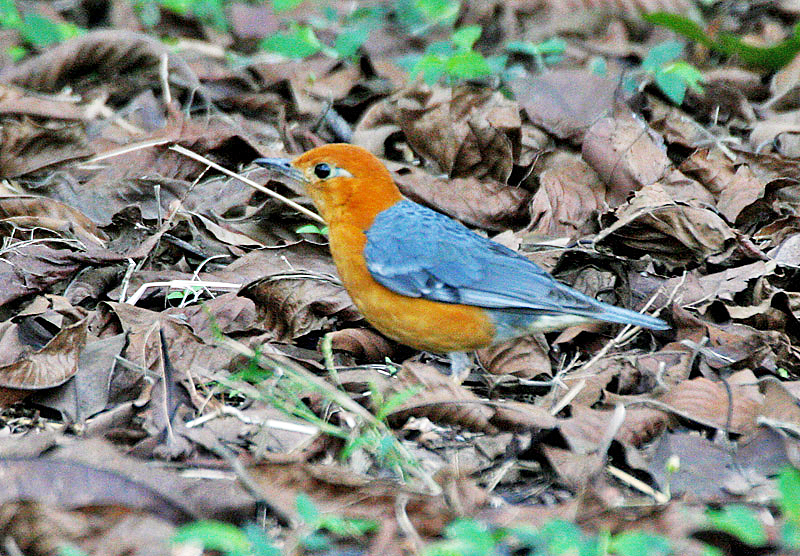

## Utbredning och systematik
Orangehuvad trast delas in i tolv underarter med följande utbredning:
- citrina-gruppen
  - Geokichla citrina citrina – västra Pakistan till norra Myanmar, övervintrar i Sri Lanka
  - Geokichla citrina innotata – södra Burma till södra Kina och Indokina, övervintrar på Malackahalvön
  - Geokichla citrina gibsonhilli – centrala Malackahalvön (södra Myanmar till södra Thailand)
  - Geokichla citrina aurata – bergstrakter på norra Borneo
  - Geokichla citrina rubecula – västra Java
  - Geokichla citrina orientis – östra Java och Bali
- Geokichla citrina cyanota – indiska subkontinenten (i norr till Gujarat och Andhra Pradesh)
- albogularis/andamanensis-gruppen
  - Geokichla citrina andamanensis – Andamanöarna
  - Geokichla citrina albogularis – Nikobarerna
- aurimacula-gruppen
  - Geokichla citrina melli – sydöstra Kina (Fujian och norra Guangdong)
  - Geokichla citrina courtoisi – östra Kina (Anhui-provinsen)
  - Geokichla citrina aurimacula – södra Vietnam och Hainan

Underarten gibsonhilli inkluderas ofta i citrina, liksom orientis i rubecula.

### Släktestillhörighet
Tidigare placerades arten i släktet Zoothera, men flera DNA-studier visar att orangehuvad trast med släktingar står närmare bland andra trastarna i släktet Turdus.

## Status och hot
Arten har ett stort utbredningsområde och en stor population, men tros minska i antal till följd av habitatförstörelse och fångst för burfågelindustrin. Den minskar dock inte tillräckligt kraftigt för att den ska betraktas som hotad. Internationella naturvårdsunionen (IUCN) kategoriserar därför arten som livskraftig (LC). Världspopulationen har inte uppskattats men den beskrivs som lokalt vanlig.